# Giuseppe Vitali
Giuseppe Vitali   (Ravenna, 26 d'agost de 1875 - Bolonya, 29 de febrer de 1932) va ser un matemàtic italià.

## Vida i obra
Fill d'una família humil de ferroviaris, el seu pare va ser destinat a Lecco, quan ell encara era a l'escola. Va acabar les seus estudis secundaris a Ravenna vivint a casa d'un oncle. El curs 1895 va freqüentar els cursos de matemàtiques de la universitat de Bolonya, i l'any següent va obtenir una beca per la Scuola Normale Superiore de Pisa, en la qual es va graduar el 1899. Després d'un any com assistent d'Ulisse Dini a Pisa, va ser professor de matemàtiques de secundària successivament a Voghera i a Gènova fins al 1922.
El 1923 va ser nomenat professor d'anàlisi matemàtica a la universitat de Mòdena. A finals de 1926, un ictus el va deixar paralitzat de la part dreta del seu cos, però tot i així va poder seguir amb la seva activitat científica. El 1930 va passar a la càtedra de Bolonya, però el 1932, mentre passejava amb el seu col·lega Ettore Bortolotti, va sofrir un nou atac i va caure fulminat.
En morir va deixar inacabat un tractat titulat Moderna teoria delle funzioni di variabile reale que va ser acabat i publicat per Giovanni Sansone (1935) qui, a més, li va afegir un segon volum.
La major part de l'obra de Vitali està lligada a l'anàlisi real, havent enunciat un bon nombre de teoremes que porten el seu nom, sobre convergència, continuïtat i cobertura de les funcions reals. També se li deu el descobriment del primer conjunt de nombres reals no mesurable: el conjunt de Vitali.